# Ronald Baird
Ronald Arthur Baird (1908–1989) là một cầu thủ bóng đá người Anh. Sinh ra ở Gillingham, ông gia nhập câu lạc bộ quê nhà Gillingham F.C. năm 1929 từ Royal Navy Depot gần Chatham. Ông có màn ra mắt ở Football League vào tháng 3 năm 1930 trước Coventry City, tuy nhiên đó cũng là lần ra sân duy nhất cho câu lạc bộ của ông, và ông rời đi để gia nhập Redhill tại Athenian League.